# Sára Kaňkovská
Sára Kaňkovská (* 22. Juni 1998 in Olomouc) ist eine tschechische Radsportlerin.

## Sportliche Laufbahn
Sára Kaňkovská stammt aus einer Radsportfamilie: Ihr Vater Martin Kaňkovský war ebenfalls aktiver Radsportler – 1994 wurde er Dritter der tschechischen Straßenmeisterschaft – und arbeitet als Mechaniker bei Dukla Brno, dessen Sportler auf der Radrennbahn in Brünn trainieren. Auch ihre Zwillingsschwester Ema ist im Radsport erfolgreich. Der Vater versuchte zunächst zu verhindern, dass seine Töchter Radrennfahrerinnen wurden, weil er der Meinung war, dieser Sport sei zu anspruchsvoll, änderte aber nach deren Erfolgen seine Einstellung. Im Alter von 14 Jahren stürzte Kaňkovská beim Training schwer und erlitt einen Schienbein- und Schädelbruch.
2014 wurde Kaňkovská tschechische Meisterin der Elite in der Mannschaftsverfolgung, (mit Lucie Hochmann, Jarmila Machačová und ihrer Schwester Ema). Im Jahr darauf belegte sie bei den Junioren-Weltmeisterschaften Rang drei im Keirin. 2016 holte sie in derselben Disziplin sowohl bei den Junioren-Weltmeisterschaften wie auch bei den Junioren-Europameisterschaften jeweils den Titel.
Beim Bahnrad-Weltcup 2017/18 belegte Sára Kaňkovská in der Keirin-Gesamtwertung Rang fünf. 2019 wurde sie dreifache nationale Meisterin in Sprint, Keirin und im 500-Meter-Zeitfahren. Im Jahr darauf errang sie bei den Europameisterschaften Silber im Keirin.

## Erfolge
2014
- Tschechische Meisterin – Mannschaftsverfolgung (mit Lucie Hochmann, Jarmila Machačová und Ema Kaňkovská)

2015
- Junioren-Weltmeisterschaft – Keirin

2016
- Junioren-Weltmeisterin – Keirin
- Junioren-Europameisterin – Keirin
- Junioren-Europameisterschaft – Sprint
- Tschechische Junioren-Meisterin – Sprint, 500-Meter-Zeitfahren

2019
- Tschechische Meisterin – Sprint, Keirin, 500-Meter-Zeitfahren

2020
- Tschechische Meisterin – 500-Meter-Zeitfahren, Teamsprint (mit Veronika Jaborníková)
- Europameisterschaft – Keirin